# 橋宏之
橋 宏之（はし ひろゆき、1963年8月27日 -）は、東京都出身の演歌歌手である。「ひろゆき」、「橋ひろゆき」の名前も用いた。橋幸夫の甥。

## ディスコグラフィ

### シングル
1. 雨よ恋よ 1998年8月26日発売、橋ひろゆき名義
2. 夜明けのかもめ 2001年10月11日発売、ひろゆき名義
3. おふくろトレイン 2004年5月19日発売
4. 高遠さくら悲恋 2005年4月21日発売
5. 浪花恋歌 2007年9月19日発売
6. 愛する妻への手紙 2009年2月18日発売

### 参加作品
1. 速報!ヒット歌謡全曲集 1999年2月24日
  - ちぎれ雲
2. 有線演歌ヒット曲集 1999年9月22日
  - 冬の酒
3. 有線演歌全曲集 2000年12月16日
  - 漢江(ハンガン) / 流行歌 / 逢えてよかった
4. 有線演歌全曲集 2001年3月23日
  - 大井追っかけ音次郎 / 風雪(かぜ)に吹かれて聞こえる唄は…
5. 有線演歌全曲集 2001年6月21日
  - 大井追っかけ音次郎 / 夢で抱かれて
6. ヒット演歌2001~男性編 2001年11月21日
  - 大井追っかけ音次郎 / 泣かないで
7. 有線演歌全曲集 あづま男と浪花のおんな はぐれコキリコ 2002年12月21日
  - なかせ船 / かくれんぼ